# Guty (powiat grajewski)
Guty (do 31 grudnia 2015 Stare Guty) – wieś w Polsce, położona w województwie podlaskim, w powiecie grajewskim, w gminie Szczuczyn.
| SIMC    | Nazwa   | Rodzaj    |
| ------- | ------- | --------- |
| 0407049 | Adamowo | część wsi |

W latach 1975–1998 wieś należała administracyjnie do województwa łomżyńskiego.
Wierni kościoła rzymskokatolickiego należą do parafii Imienia Najświętszej Maryi Panny w Szczuczynie.